# Симеон Иванов (футболист)
Вижте пояснителната страница за други личности с името Симеон Иванов.
Симеон Иванов е български футболист, защитник. Роден е на 8 февруари 1990 г. в София. Висок е 195 см и тежи 80 кг. Играч на Етър (Велико Търново). Известен е с прозвището „Матераци“.

## Кариера
Иванов е юноша на Левски (София). Играл е в Райо Валекано, Испания, където премина през 2010. От 2012 е футболист на Академик.